# Halberstadt C-Typen
Die Halberstadt C-Typen der Halberstädter Flugzeugwerke waren zweisitzige Aufklärungsflugzeuge der deutschen Luftstreitkräfte im Ersten Weltkrieg.

## Entwicklung
1916 entwickelte Halberstadt auf Basis der unbewaffneten B.II einen zweisitzigen Aufklärungsdoppeldecker mit Umlaufmotor, die „Halberstadt C.I“. Deren Prototyp wurde 1917 fertiggestellt, jedoch nicht zur Serienfertigung freigegeben.
Die nächste Konstruktion, als C.II geplant, wurde als Halberstadt CL.II gebaut. Chefkonstrukteur Karl Theiss entwarf als nächstes C-Flugzeug die „Halberstadt C.III“, einen Zweisitzer mit konventionellem Reihenmotor. Ungewöhnlich war die Aufhängung der unteren Tragfläche an einem unter den Rumpf gesetzten kleinen Kiel. Der Prototyp wurde Ende 1917 vorgestellt. Sechs Flugzeuge wurden gefertigt, es kam jedoch auch hier nicht zur Serienfertigung. Es ist zweifelhaft, ob der Typ in den Einsatz gelangte.
Anstatt einer C.IV erfolgte die Entwicklung der Halberstadt CL.IV.
Theiss führte daher die Entwicklung der C.III 1917 zur „Halberstadt C.V“ weiter. Das Flugzeug hatte eine konventionelle Tragflächenaufhängung am Rumpf und erhielt zweistielige Tragflächen mit besonders großer Spannweite und ausbalancierten Querrudern. Die Besatzung war in getrennten Cockpits untergebracht. Der Prototyp war Anfang 1918 fertiggestellt und wurde von der Inspektion der Fliegertruppe im Frühjahr 1918 offiziell abgenommen. Das Flugzeug kam im Sommer 1918 als Fotoaufklärer in den Einsatz. Wegen seines 220 PS starken Motors Benz Bz IVü (überkomprimiert) war es für große Flughöhen und damit für den Einsatz als Fotoaufklärer besonders geeignet. Eine Reihenbildkamera wurde durch eine mit einer Klapptür versehene Bodenöffnung nach unten angewinkelt installiert. Auch der Einbau eines Tastfunkgeräts war vorgesehen; dafür wurde auf die Ringlafette für den Beobachter verzichtet. Etwa 1000 Stück wurden geliefert, die Herstellung teilte sich Halberstadt mit den Lizenznehmern Luftfahrzeug-Gesellschaft (LFG), Aviatik, Deutsche Flugzeug-Werke (DFW) und Bayerische Flugzeugwerke (BFW).
Nach dem Erfolg der C.V folgte 1918 die Entwicklung weiterer Prototypen, die jedoch nicht mehr zur Serienreife gelangten. Die „Halberstadt C.VI“ war als Schulflugzeug gedacht, die „C.VII“ als Fernaufklärer für besonders große Höhen bis 9000 m konzipiert. Die „Halberstadt C.VIII“ schließlich, etwas kleiner als die C.V und mit kürzeren, einstieligen Tragflächen versehen, gelangte im Oktober 1918 noch bis zur Testreife, kam jedoch zu spät für Produktion und Einsatz. Deren eine Variante „Halberstadt C.IX“ hatte mit einer Spannweite von 12,20 m und einer Länge von 7,35 m nahezu die gleichen Abmessungen wie die C.VIII, war jedoch für die geplante Serienfertigung für die k.u.k. Luftfahrtruppen mit einem österreichischen 230 PS Hiero ausgerüstet. Die zweite, wesentlich kleinere, leichte Variante „Halberstadt CLS.I“ war als Schlachtflugzeug konzipiert. Das Flugzeug kam aber ebenfalls zu spät für einen Einsatz.

## Einsatz
In großer Zahl kam in den letzten Kriegsmonaten nur die C.V als Fernaufklärer in die Truppe. Die C.V teilte sich mit der Rumpler C.VII-Rubild den Ruf, der beste deutsche Fotoaufklärer im Krieg gewesen zu sein.

## Verbleib
Eine Halberstadt C.V (Nr. 3471/18) ist im Musée Royal de l’Armée et d’Histoire Militaire in Brüssel ausgestellt.

## Technische Daten
| Kenngröße                              | C.III                           | C.V                              | C.VI                             | C.VII                              | C.VIII                             | CLS. I                               |
| -------------------------------------- | ------------------------------- | -------------------------------- | -------------------------------- | ---------------------------------- | ---------------------------------- | ------------------------------------ |
| Jahr                                   | 1917                            | 1918                             | 1918                             | 1918                               | 1918                               | 1918                                 |
| Verwendung                             | Aufklärer                       | Fernaufklärer                    | Schulflugzeug                    | Fernaufklärer                      | Fernaufklärer                      | Schlachtflugzeug                     |
| Stückzahl                              | 6                               | ca. 552                          |                                  |                                    |                                    | ca. 3–4                              |
| Besatzung                              | 2                               | 2                                | 2                                | 2                                  | 2                                  | 2                                    |
| Spannweite                             | 12,20 m                         | 13,62 m                          | 10,70 m                          | 13,60 m                            | 12,20 m                            | 9,70 m                               |
| Länge                                  | 7,70 m                          | 6,54 m                           | 6,92 m                           | 6,90 m                             | 7,35 m                             | 6,95 m                               |
| Höhe                                   | 2,95 m                          | 2,70 m                           |                                  |                                    |                                    | 3,05 m                               |
| Flügelfläche                           |                                 | 27,00 m²                         |                                  |                                    |                                    | 26,40 m²                             |
| Leermasse                              | 850 kg                          | 728 kg                           |                                  |                                    | 928 kg                             | 682 kg                               |
| Startmasse                             | 1310 kg                         | 1092 kg                          |                                  |                                    | 1363 kg                            | 1102 kg                              |
| wassergekühlter 6-Zylinder-Reihenmotor | Benz Bz IV, 200 PS (ca. 150 kW) | Benz Bz.IVü, 220 PS (ca. 160 kW) | Benz Bz III, 150 PS (ca. 110 kW) | Maybach Mb.IV, 245 PS (ca. 180 kW) | Maybach Mb.IV, 260 PS (ca. 190 kW) | Mercedes D IIIa, 160 PS (ca. 120 kW) |
| Höchstgeschwindigkeit                  | 165 km/h                        | 165 km/h                         |                                  |                                    | 180 km/h                           | 185 km/h                             |
| Dienstgipfelhöhe                       |                                 | 6000 m                           | 9000 m                           | 7000 m                             | 9000 m                             |                                      |
| Steigzeit auf 1000 m                   |                                 | 1:34 min                         |                                  |                                    |                                    |                                      |
| Steigzeit auf 2000 m                   |                                 | 3:12 min                         |                                  |                                    |                                    |                                      |
| Steigzeit auf 4500 m                   |                                 |                                  |                                  |                                    |                                    | 36 min                               |
| Steigzeit auf 5000 m                   |                                 | 32 min                           |                                  |                                    |                                    |                                      |
| Steigzeit auf 6000 m                   |                                 |                                  |                                  |                                    | 29 min                             |                                      |
| Steigzeit auf 9000 m                   |                                 |                                  |                                  |                                    | 58 min                             |                                      |
| Flugdauer                              |                                 | 3:30 h                           |                                  |                                    |                                    |                                      |
| Reichweite                             | 485 km                          | 600 km                           |                                  |                                    | 620 km                             | 450 km                               |
| Bewaffnung                             | 2 MG                            | 2 MG, 50 kg Bomben               | –                                | 2 MG                               | 2 MG                               | 2 MG                                 |